# Shelford
Shelford är en by och en civil parish i Rushcliffe i Nottinghamshire i England. Byn nämndes i Domedagsboken (Domesday Book) år 1086, och kallades då Scelford.